# ПАС Ламия 1964
ПАС Ламия (на гръцки: Πανηπειρωτικός Αθλητικός Σύλλογος Γιάννινα, Панипиротикос Атлитикос Силогос Янина) е гръцки футболен отбор от Ламия, Гърция. Основан през 1964 година.
Отборът играе в Гръцката Суперлига. Играе на „Градски стадион“, Ламия с капацитет 5500 зрители.

## Успехи
- Футболна лига 2 (3 дивизия)
  -  Шампион (2): 1972/73, 2013/14
- Делта Етники (4 дивизия)
  -  Шампион (4): 1989/90, 1993/94, 1999/2000, 2003/04, 2012/13

## Български футболисти
- Росен Каптиев: 2005 - (0 мача/0 гола)
- Тодор Колев: 2013/14 - (6 мача/6 гола)
- Иван Горанов: 2022/23 - (17 мача/0 гола)